# Kraśnik
Kraśnik is een stad in het Poolse woiwodschap Lublin, gelegen in de powiat Kraśnicki. De oppervlakte bedraagt 25,28 km², het inwonertal 36.256 (2005).

## Verkeer en vervoer
- Station Kraśnik

## Partnersteden
- Prievidza (Slowakije)
- Ruiselede (België)